# Centres commerciaux aux Émirats arabes unis
 (décembre 2012).
Si vous disposez d'ouvrages ou d'articles de référence ou si vous connaissez des sites web de qualité traitant du thème abordé ici, merci de compléter l'article en donnant les références utiles à sa vérifiabilité et en les liant à la section « Notes et références ».

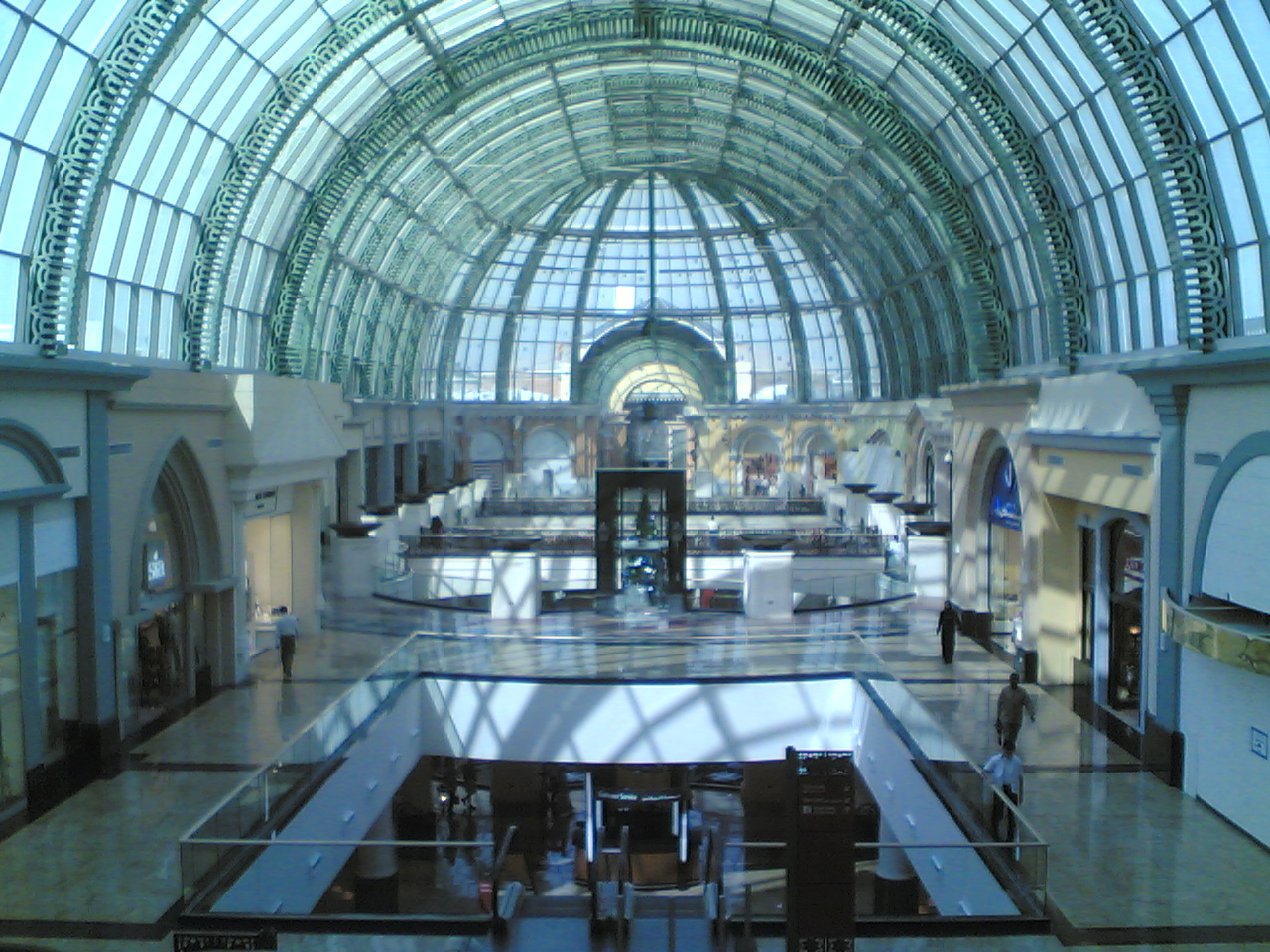
La verrière centrale du Mall of the Emirates, censée rappeler celle du Grand Palais.

Les centres commerciaux aux Émirats arabes unis se sont multipliés dans les dernières décennies[Quand ?]. Leur popularité, outre l'opulence des consommateurs émiriens, s'explique par le climat : en été, la chaleur est telle que faire du shopping dans une rue ouverte est pénible alors que les centres commerciaux offrent une atmosphère climatisée propice à la flânerie qui incite à consommer.

## Abou Dabi
- Abu Dhabi Mall
- Marina Mall
- The Galleria Mall
- Wahda Mall
- Raha Mall
- Khalidiya Mall
- Yas Mall
- Dalma Mall
- Safeer Mall
- Mushrif Mall
- Mazyad Mall
- Deerfields mall
- Reem mall

## Dubaï

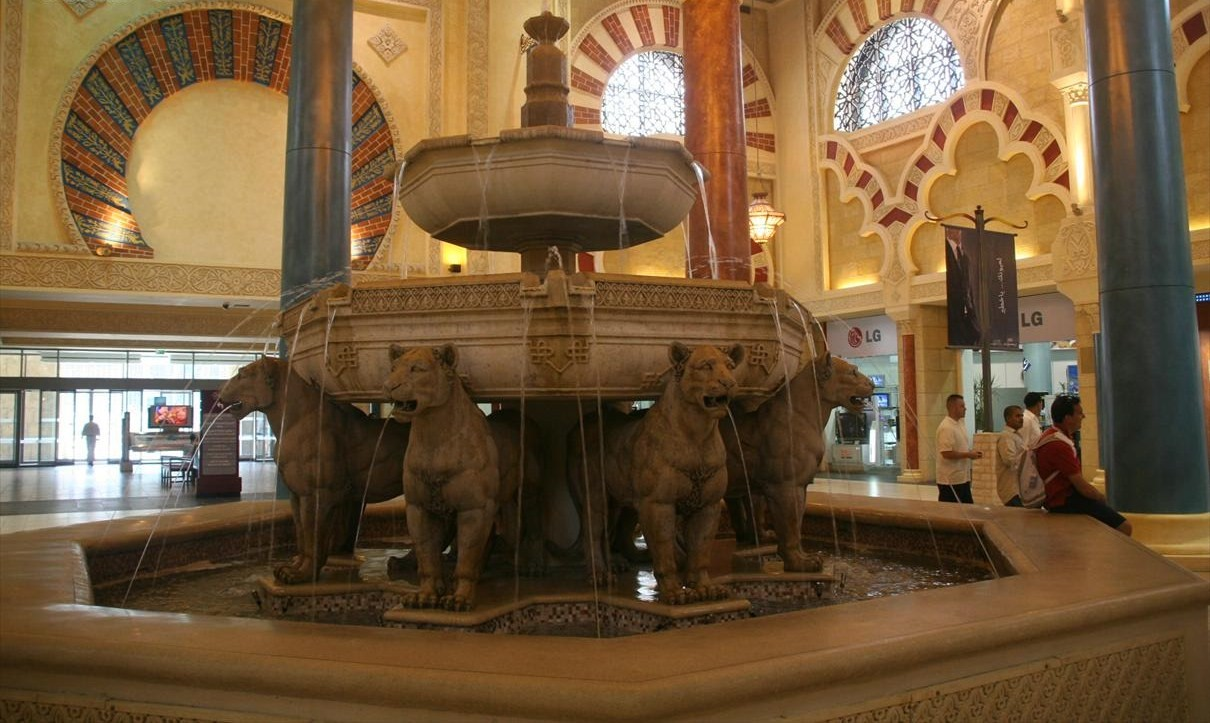
Cour intérieure s'inspirant de la cour des lions de l'Alhambra dans Ibn Battuta Mall.

- le BurJuman, situé au centre-ville, est le plus haut de gamme avec une extension récente qui a porté sa surface commerciale à 75 000 m2.
- le Deira City Centre est l'un des plus anciens centres commerciaux de Dubaï, des plus populaires aussi, avec une fréquentation centrée sur la population immigrée indienne et indonésienne.
- le Dubai Mall, comme le Mall of Arabia mentionné ci-dessous, ambitionne de devenir le centre commercial le plus grand au monde et de dépasser la concurrence asiatique : 836 000 m2 de surface commerciale pour 1 200 boutiques qui ont ouvert leurs portes en novembre 2008.
- le Festival City Centre offre le plus grand Ikea des Émirats et une surface commerciale de 200 000 m2.
- l’Ibn Battuta Mall célèbre, sur 290 000 m2 (surface totale), l'explorateur et géographe arabe Ibn Battûta dans un centre commercial thématique où la décoration intérieure varie depuis Al-Andalus, la Tunisie des Aghlabides, l'Irak des Abbassides, la Perse des Séfévides, l'Inde de l'empire moghol, la Chine de la Dynastie Yuan et l'Égypte des Fatimides
- le Lamcy Plaza présente la particularité peu ergonomique d'avoir mis son supermarché au dernier étage de l'immeuble.
- le Mall of Arabia, l'un des gigantesques projets de la cité-émirat, ouvrira ses portes en 2009. Avec, à terme, 930 000 m2 de surface commerciale, il compte dépasser les 600 000 m2 du South China Mall, le plus grand du monde actuellement.
- le Mall of the Emirates est un des plus grands centres commerciaux des Émirats avec 600 000 m2 de surface totale (223 000 m2 en surface commerciale). Il a ouvert ses portes en novembre 2005.
- le Mercato Shopping Mall, avec 23 000 m2, offre la réplique du centre d'une ville commerçante de la Renaissance italienne.
- le modeste Times Square center comprend 20 000 m2 de surface commerciale dont près du tiers est occupé par le plus grand magasin de produits électroniques de Dubaï.
- le Wafi City se veut le plus exclusif (avec le Burjuman) des centres commerciaux. Décoré dans un style pharaonique, il héberge le premier hôtel Raffles du Moyen-Orient.

## Charjah
- Sahara Center
- Mega Mall

## Ajman
- Ajman City Centre